# Koffing
Koffing is een van de 150 Pokémon uit de Kanto-regio. Hij behoort tot het type Poison en kan sterke gifgasaanvallen uitvoeren.
Vooral in de stad komen veel Koffing voor.
De evolutie van Koffing is Weezing, ook een gifpokémon. Dit gebeurt op level 35. Alleen zijn de aanvallen van deze Pokémon een stuk sterker dan die van Koffing.
In de tekenfilmserie komt Koffing ook regelmatig voor, als de Pokémon van James, een van de slechteriken. In de aflevering "Daar heb je de Diglett" evolueert deze naar Weezing.

## Ruilkaartenspel
Er bestaan veertien standaard Koffing-kaarten, waarvan negen het type Grass als element hebben (twee hiervan zijn enkel in Japan uitgebracht) en vijf het type Psychic (ook twee hiervan zijn enkel in Japan uitgebracht). Verder bestaan er nog twee Koga's Koffing-kaarten, allebei van het type Grass.